# Raneynikkel
Raneynikkel is een zeer poreuze vorm van nikkel, die geschikt is als katalysator voor talrijke chemische reacties.
Raneynikkel is genoemd naar de Amerikaanse uitvinder, Murray Raney, die er in 1927 een octrooi voor verkreeg (U.S. pat. 1.628.190 van 10 mei 1927). Dit octrooi is ondertussen verlopen, en het materiaal mag dus door elk bedrijf geproduceerd worden. De naam "Raney" is evenwel een handelsmerk van de firma W. R. Grace & Co.; andere producenten gebruiken daarom namen zoals "nickel sponge" of "nickel catalyst". In de chemische literatuur worden deze katalysatoren echter courant met "Raney nickel" aangeduid.

## Bereiding
De productie van Raneynikkel kan door de volgende reactievergelijking worden voorgesteld: 
{\displaystyle {\ce {NiAl2 + 6 NaOH -> Ni + 2 Na3AlO3 + 3 H2}}}
Een legering van nikkel en aluminium wordt gemengd met een warme oplossing van geconcentreerd natriumhydroxide. Deze lost het aluminium op als Na3AlO3. Er komt ook waterstofgas vrij. Het nikkel-skelet dat overblijft wordt gezuiverd en gemalen tot korrels of tot een fijn poeder.

## Structuur en eigenschappen
Raneynikkel heeft een zeer poreuze structuur met een groot specifiek oppervlak (oppervlak per gewichtseenheid), wat het geschikt maakt als katalysator voor chemische reacties. Met name is het vooral geschikt voor hydrogenatiereacties bij lage temperatuur (tot ca. 100 °C).
Raneynikkel is pyrofoor: het ontvlamt spontaan als het aan de lucht wordt blootgesteld. Daarom moet het steeds bewaard worden onder een vloeistofdeken, zoals ethanol of water, of een inerte atmosfeer (stikstofgas of argon).